# Episodi di Sex and the City (quinta stagione)
La quinta stagione della serie televisiva Sex and the City, composta da 8 episodi, è stata trasmessa per la prima volta negli Stati Uniti dal 21 luglio 2002 all'8 settembre 2002 sul canale HBO.
In Italia viene trasmessa su Jimmy dal 12 dicembre 2003.
| nº | Titolo originale                 | Titolo italiano        | Prima TV USA      | Prima TV Italia  |
| -- | -------------------------------- | ---------------------- | ----------------- | ---------------- |
| 1  | Anchors Away                     | Salpare le ancore      | 21 luglio 2002    | 12 dicembre 2003 |
| 2  | Unoriginal Sin                   | Peccato non originale  | 28 luglio 2002    |                  |
| 3  | Luck Be an Old Lady              | Punto sul trentasei    | 4 agosto 2002     |                  |
| 4  | Cover Girl                       | Ragazza copertina      | 11 agosto 2002    |                  |
| 5  | Plus One Is the Loneliest Number | Libri e carte di cuori | 18 agosto 2002    |                  |
| 6  | Critical Condition               | Recensioni             | 25 agosto 2002    |                  |
| 7  | The Big Journey                  | In viaggio verso Big   | 1º settembre 2002 |                  |
| 8  | I Love a Charade                 | Nuovi e vecchi amori   | 8 settembre 2002  |                  |

## Salpare le ancore
- Titolo originale: Anchors Away
- Diretto da: Charles McDougall
- Scritto da: Michael Patrick King

### Trama
Mentre a New York si aprono i festeggiamenti per la Settimana della Marina, Carrie, Samantha e Charlotte cominciano a doversi adeguare alla nuova vita di Miranda con il suo bambino Brady. Samantha trova molto difficile "darsi una regolata" davanti al piccolo Brady, soprattutto da quando non sta più con Richard. Intanto Carrie si chiede quale sia la ragione che le impedisce di trovare un vero amore, considerando che è riuscita a perdere sia Big che Aidan. Anche Miranda trova difficile adattarsi alla sua maternità. Deve tralasciare lo shopping con le amiche e per lei diventa sempre più difficile avere a che fare con Steve, dato che lui vuole stare sempre insieme a Brady. Perfino la sua aiutante domestica le rende le cose più difficili. Carrie si trova ad andare in giro per Manhattan e questo la fa sentire completamente sola. La migliore compagnia che riesce a trovare è una simpatica single che, sebbene abbia una certa età, ama assumere le sue medicine mescolandole col gelato. Intanto un incontro casuale con un marinaio fa sì che Carrie riceva un invito alla festa della Settimana della Marina e lei coglie l'occasione al volo. Così Carrie, Samantha e Charlotte vanno tutte alla festa, mentre Miranda rimane a casa ad accudire il suo gatto feroce. Mentre Samantha e Charlotte ballano tutta la notte (e fuori comincia a nevicare), Carrie se ne va dalla festa con il marinaio che l'aveva invitata e che le fa della avances. Nonostante l'insistenza del marinaio, Carrie torna a casa da sola, pensando che finché non troverà il vero amore, per ora le basterà il suo amore per NY.
- Altri interpreti: Michalina Almindo (Prostituta), Michelle Bernard (Sigarettaia), Mario Cantone (Anthony Marantino), Hans Christianson (Marinaio), Lynn Cohen (Magda), Mark Deklin (Ship Officer Matt Cook, USN), Jocelyn Donegan (Marinaia), Liesl Ehardt (Cliente), Seth Gabel (Giovane e dolce marinaio), Vincenetta Gunn (Lina), Jamie Gustis (Paul Watkins, USN), Philip Levy (Gestore del Deli), Diego López (Bill Hope, USN), Sylvia Miles (Joan), James Remar (Richard Wright), Sean Skelton (Marinaio n. 1), Daniel Sunjata (Louis Leroy, USN), Chris Tschupp (Uomo della pioggia carino), Chandra Wilson (Ufficiale di polizia), Jason Horton (Sassy Sailor, non accreditato), Deirdre Lorenz (Sigarettaia, non accreditata), Robert Paschall Jr. (Marinaio, non accreditato)

## Peccato non originale
- Titolo originale: Unoriginal Sin
- Diretto da: Charles McDougall
- Scritto da: Cindy Chupack

### Trama
Miranda e Steve discutono se il bambino deve essere battezzato, e alla fine Miranda cede. Carrie riceve due importanti offerte: trasformare la sua rubrica in un libro e fare da madrina al piccolo Brady. Charlotte cerca di ritrovare fiducia nell'amore mentre Samantha torna con Richard, nonostante il parere contrario delle amiche.
- Altri interpreti: Amy Beth Bennett (Donna in strada), Cheryl Bricker (Dr. Grayson), Lynn Cohen (Magda), Lisa LeGuillou (Donna innamorata), Anne Meara (Mary Brady), James Remar (Richard Wright), Amy Sedaris (Courtney Masterson), Matt Servitto (Gabe), Molly Shannon (Lily Martin), Danton Stone (Patrick), Erin Stutland (Cameriera), Sorrel Tomlinson (Volontaria), Patricia Bannan (Kathleen, non accreditata), Adam Muggenthaler (Uomo al ristorante, non accreditato)

## Punto sul trentasei
- Titolo originale: Luck Be an Old Lady
- Diretto da: John David Coles
- Scritto da: Julie Rottenberg, Elisa Zuritsky

### Trama
Carrie organizza un'uscita ad Atlantic City per festeggiare (per la seconda volta) il 35º compleanno di Charlotte. Riesce a convincere tutte le ragazze, ma le cose non vanno bene: Miranda si sente grassa, Charlotte si vede come una vecchia zitella, mentre Samantha lascia Richard perché non riesce più a fidarsi di lui. Alla fine del viaggio le ragazze tornano in pullman tutte insieme, capendo di avere l'una l'altra e di poter essere felici anche così.
- Altri interpreti: Iris Almario (Terry), Richard Byrne (Jerk Two), Lynn Cohen (Magda), Brendan Patrick Connor (Jerk One), Alex Corrado (Bernie), James Remar (Richard Wright), Matt Skollar (Ragazzo carino), Blaze Kelly Coyle (Ospite al casinò, non accreditato)

## Ragazza copertina
- Titolo originale: Cover Girl
- Diretto da: John David Coles
- Scritto da: Judy Toll, Michael Patrick King

### Trama
Samantha aiuta Carrie per trovare il perfetto look per la foto della copertina, le due però discutono, in quanto Samantha si sente giudicata da Carrie. Charlotte legge libri sul self help, mentre Miranda va da Weight Watchers per cercare di perdere chili dopo la gravidanza.
- Altri interpreti: Miranda Black (Assistente di Samantha), Willie Garson (Stanford Blatch), Craig Gass (Tom 'Big Boned"), Judy Gold (Impiegato di Barnes & Noble), Gillien Goll (Cliente del Barnes & Noble distratta), Sean Palmer (Marcus), Anne Rutter (Donna quasi divorziata), Nick Scotti (Joe, ragazzo del Worldwide Express), Amy Sedaris (Courtney Masterson), Molly Shannon (Lily Martin), Nikki E. Walker (Donna di Weight Watchers)

## Libri e carte di cuori
- Titolo originale: Plus One Is the Loneliest Number
- Diretto da: Michael Patrick King
- Scritto da: Cindy Chupack

### Trama
Dal suo editore Carrie conosce Berger, anche lui scrittore; lo invita alla festa per il lancio del suo libro, ma scopre che è fidanzato. Charlotte si scontra con la ex suocera che le trova in casa un uomo, mentre Miranda nasconde al suo nuovo ragazzo di aver avuto un figlio.
- Altri interpreti: Dena Atlantic (Guidatore di limousine), Candice Bergen (Enid Mead, Vogue), Miranda Black (Clea), Yusef Bulos (Harold Keenan del The New Yorker), Michael 'Bones' Buono (Joseph, addetto all'ascensore), Robert John Burke (Walker Lewis), Mario Cantone (Anthony Marantino), Dominic Chianese Jr. (Cassiera del Gray's Papaya), Willie Garson (Stanford Blatch), Paulina Gerzon (Ragazzina che urla), Peter Giles (Justin Anderson III), Patti Karr (Mrs. Collier), Ron Livingston (Jack Berger), Leslie Lyles (Infermeria del chirurgo plastico), Tina McDowelle (Jasmine), Isaac Mizrahi (Sé stesso), Mark O'Connell (Baxter), Sean Palmer (Marcus), Amy Sedaris (Courtney Masterson), Lawrence Starr (Ospite al matrimonio), Frances Sternhagen (Bunny MacDougal), Scot James (Raver Kid, non accreditato)

## Recensioni
- Titolo originale: Critical Condition
- Diretto da: Michael Patrick King
- Scritto da: Alexa Junge

### Trama
Carrie deve affrontare due importanti recensioni: quella sul suo libro e quella sul suo rapporto con Aidan. Scopre infatti che ci sono delle voci secondo le quali avrebbe distrutto Aidan, condannandolo alla depressione. Samantha cede alla stressatissima Miranda il suo appuntamento dal parrucchiere e passa un pomeriggio con Brady, rilassandolo grazie ad un vibratore.
- Altri interpreti: Victor Browne (Atty. Matthew Bloom), Lynn Cohen (Magda), Marcus Collins (Ragazzo caliente), Nadia Dajani (Nina Katz), Thomas Daniel (Cliente del bar), Willie Garson (Stanford Blatch), Rhett George (Ballerino al cabaret), Heather Graham (Sé stessa), Lisa Gay Hamilton (Kendall), Evan Handler (Harry Goldenblatt), Rebecca Harris (Donna sui trent'anni), Misi L. Lecube (Donna nel bagno), Beth Levy (Ragazza alla cassa), Edwin McDonough (Allan, procuratore di Bunny), Sean Palmer (Marcus), Peter Ratray (Pubblicista d'immagine), Frances Sternhagen (Bunny MacDougal), Mary Testa (Debbie Cass, cantante al cabaret), Jennifer Alexander (Cliente del mercato, non accreditata)

## In viaggio verso Big
- Titolo originale: The Big Journey
- Diretto da: Michael Engler
- Scritto da: Michael Patrick King

### Trama
Carrie affronta un terribile viaggio in treno con Samantha per promuovere il suo libro e incontrare Big, che però vuole passare la notte a parlare di quanto e come l'ha fatta soffrire. Charlotte viene sedotta dal suo avvocato divorzista, Harry Goldenblatt.
- Altri interpreti: Mario Cantone (Anthony Marantino), Evan Handler (Harry Goldenblatt), Jason Kolotouros (Laureando n. 2), Roscoe Orman (Train Waiter), Robert Peters (Laureando n. 1), Molly Shannon (Lily Martin), Charles Techman (Porter), Francine Berman (Donna amish sul treno, non accreditata)

## Nuovi e vecchi amori
- Titolo originale: I Love a Charade
- Diretto da: Michael Engler
- Scritto da: Cindy Chupack, Michael Patrick King

### Trama
Carrie incontra Berger negli Hamptons, al matrimonio di due amici comuni. Miranda finisce di nuovo a letto con Steve mentre Charlotte accetta i difetti di Harry.
- Altri interpreti: Audrey Alison (Sara/ Cassiera), Willie Garson (Stanford Blatch), Julie Halston (Bitsy von Muffling), Evan Handler (Harry Goldenblatt), Nathan Lane (Bobby Fine), Andrea Langi (Shaye), Ron Livingston (Jack Berger), Sean Palmer (Marcus), Elizabeth Regen (Amy), Dan Ziskie (Giudice)